# Comunidade dos Estados do Sahel-Saara
A Comunidade dos Estados do Sahel-Saara (em francês:  Communauté des Etats Sahélo-Sahariens; em árabe: تجمع دول الساحل والصحراء; em inglês:  Community of Sahel-Saharan States), é uma área de livre-comércio criada no norte africano cuja função é estabilizar uma integração econômica entre os países da região.

## Membros
A CEN-SAD tem presentemente 29 estados-membros, com cinco línguas oficiais:
Onze francófonos:
| - Burquina Fasso - Chade - Mali - Níger - República Centro-Africana - Djibuti | - Senegal - Benim - Togo - Costa do Marfim - Guiné |

- Nove arabófonos:

| - Líbia - Sudão - Eritreia - Egito | - Marrocos - Somália - Tunísia - Comores - Mauritânia |

Seis anglófonos:
| - Gâmbia - Nigéria - Libéria | - Gana - Serra Leoa - Quênia |

Dois lusófonos:
- Guiné-Bissau
- São Tomé e Príncipe

Um hispanófono:
- Guiné Equatorial